# 布扎讷河
46°37′33″N 01°27′51″E / 46.62583°N 1.46417°E

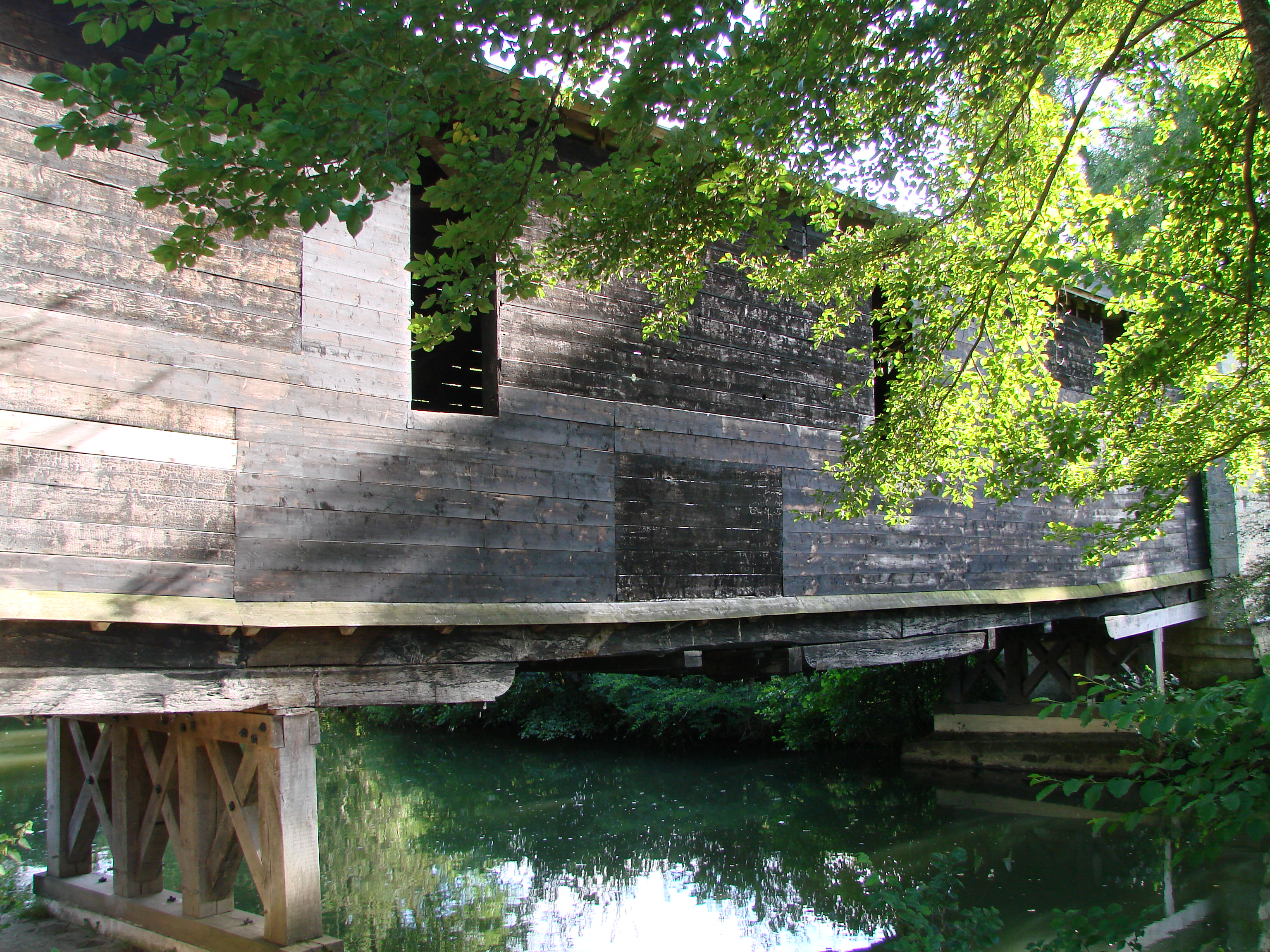

布扎讷河（法語：Bouzanne，法語發音：[buzan]）是法國的河流，屬於克勒茲河的支流，河道全長84公里，流域面積596平方公里，平均流量每秒3.23立方米，發源自艾居朗德，河口處在勒蓬克雷蒂安-沙布内。

## 外部連結
- http://www.geoportail.fr （页面存档备份，存于）
- The Bouzanne at the Sandre database